# Ганський канал
Ганський канал (словац. Hanský kanál) — меліоративний канал; впадає у канал Врбіна-Голяре, протікає в окрузі Дунайська Стреда.
Довжина приблизно 7.0 км. Є відгалуженням Хотарного каналу. Витік знаходиться в Дунайській низовині (геоморфологічна підодиниця Дунайська рівнина).
Протікає територією сіл Чилижська Радвань і Паташ.